# Bahusakala australiensis
Bahusakala australiensis är en svampart som beskrevs av Matsush. 1989. Bahusakala australiensis ingår i släktet Bahusakala, klassen Dothideomycetes, divisionen sporsäcksvampar och riket svampar.   Inga underarter finns listade i Catalogue of Life.